# La Argentinita
La Argentinita, pseudonimo di Encarnación López Júlvez (Buenos Aires, 3 marzo 1898 – New York, 24 settembre 1945), è stata una ballerina e coreografa spagnola, e bailaora di flamenco, sorella della ugualmente ballerina e coreografa Pilar López Júlvez.

## Biografia
Figlia di immigranti spagnoli in Argentina, ancora bambina andò in Spagna con la sua famiglia  (1901). La sua prima esibizione in pubblico fu ad otto anni nel Teatro-Circo di San Sebastián. A partire da questo momento la si conoscerà come La Argentinita per distinguerla dalla altrettanto celebre Antonia Mercé la quale ricevette il nome di La Argentina. Dopo aver viaggiato per la Spagna come bambina prodigio, approdò a Madrid, lavorando nel Teatro La Latina, Teatro de la Comedia, Teatro de La Princesa, Teatro Apolo e il Teatro Príncipe Alfonso. Coniugava il flamenco, il tango, le bulerías e i bolero, in una sorta di mescolanza che risultarono una novità alla sua epoca.
Il suo successo la portò a Barcellona e in Portogallo, per ritornare dopo in America. Ai principi degli anni 1920 ritornò di nuovo in Spagna, lavorando a Madrid per ritirarsi momentaneamente nel 1926. Il suo ritorno allo spettacolo fu accompagnata da un rinnovamento artistico che la unì alla generazione del '27. Con parti adattate alla tradizione popolare, percorse l'Europa, trionfando a Parigi e Berlino, e partecipò ai movimenti artistici della epoca, insieme a Rafael Alberti, Federico García Lorca, Edgar Neville o Ignacio Sánchez Mejías, detto il torero intelectual, uomo sposato e che fu sua amante.

La Argentinita in una foto del 1940.

Con l'arrivo della Seconda Repubblica formò la sua propria compagnia di balletto e preparò le prime coreografie: Las calles de Cádiz, Sevillanas del siglo XVIII, El Café de Chinitas, El rango del escribano e El amor brujo. In questa nuova tappa lo spettacolo viaggiò in Spagna e Parigi, dove fu riconosciuta come una delle artiste più importanti del flamenco di tutti i tempi. Nel 1931 aveva inciso un disco di canzoni popolari, intitolato Colección de Canciones Populares Españolas, accompagnata al piano da Lorca, che aveva preparati i testi. La compagnia di La Argentinita annoverava figure del flamenco della taglia di Macarrona, La Malena, Fernanda Antúnez, Rafael Ortega e Antonio de Triana, con cui formò una coppia di ballo fino agli anni 1940, essendo sostituito prima da Federico Rey, e dopo da José Greco.
Alla fine del suo giro per la Spagna, portò lo spettacolo in America, spronata anche dalla morte nel 1934, a causa di una cornata, di Sánchez Mejías. Ampliò il repertorio di opere raccogliendo nel 1936 un notevole successo a New York. Durante la Guerra Civile Spagnola dovette fuggire, viaggiando per il Marocco (Casablanca), Parigi, Londra, Paesi Bassi, Belgio e, finita la guerra, rimase in esilio negli Stati Uniti. Nel 1943 presentò al Metropolitan Opera House di New York il quadro flamenco El Café de Chinitas, con coreografia propria, testi di Lorca, con arredi di Salvador Dalí e l'orchestra diretta da José Iturbi. Sarà il 28 maggio del 1945 quando realizzò la sua ultima interpretazione, anche al Metropolitan. Alla fine dell'attività, malata, finì in un ospedale dove morirà nel mese di settembre.
Tra gli onori che ricevette dopo la sua morte si trova una targa al Metropolitan Opera House, e le medaglie di Alfonso X Il Saggio e la Orden de Isabel la Católica.